# Jamaica Blue Mountain
Jamaica Blue Mountain är världens näst dyraste kaffesort (efter Kopi Luwak) och odlas i bergskedjan Blue Mountains på Jamaica.  Kaffet är av arten Coffea arabica.
Jamaica Blue Mountain är inte ett märke utan en av Jamaica Coffee Industry Board kontrollerad odlingsregion i Blue Mountains. För att kunna gå under den benämningen krävs att bönorna odlas på höjder över 900 meter (3 000 fot). Bergskedjan ligger mellan Kingston i söder och Port Maria i norr. 